# Шарлотт Иглз
«Ша́рлотт Иглз» (англ. Charlotte Eagles) — американский футбольный клуб из города Шарлотт штата Северная Каролина. Выступает в Лиге два ЮСЛ, четвёртой по уровню (высшей любительской) футбольной лиге США.
«Шарлотт Иглз» является частью евангелической миссионерской организации. Клуб проповедует христианские ценности в футболе. Играть в клубе запрещено открытым геям и бисексуалам.

## История
Футбольный клуб «Шарлотт Иглз» был образован в 1991 году. С 1993 года начал выступать в USISL — третьем дивизионе. В 1995 году получил профессиональный статус, начав выступать в USISL Pro League — новообразованном третьем профессиональном дивизионе. В сезоне 2000 выиграл чемпионат USL D-3 Pro League. В 2001 году перешёл в USL A-League — второй дивизион. В 2004 году вернулся в третий дивизион. В сезоне 2005 выиграл во второй раз чемпионат третьего дивизиона, в финальном матче USL Second Division одолев «Уэстерн Масс Пайонирс» в серии пенальти. В сезоне 2013 в финальном матче за титул чемпиона USL Pro уступил «Орландо Сити» со счётом 4:7. После сезона 2014 «Шарлотт Иглз» опустился в Premier Development League — четвёртый дивизион, его место в USL Pro занял «Шарлотт Индепенденс».

## Главные тренеры
- Брайан Дейвидсон (1993—1996)
- Марк Стеффенз (1997—2014)

## Достижения
- USL D-3 Pro League[англ.]
  - Чемпион: 2000
- USL Second Division[англ.]
  - Чемпион: 2005
  - Победитель регулярного чемпионата: 2008
- Premier Development League
  - Чемпион: 2017

## Статистика выступлений
| Сезон | Дивизион | Лига                  | Регулярный чемпионат   | Плей-офф            | Открытый кубок США  |
| ----- | -------- | --------------------- | ---------------------- | ------------------- | ------------------- |
| 1995  | 3        | USISL Pro League      | 2-место (Атлант.)      | полуфинал дивизиона | не квалифицировался |
| 1996  | 3        | USISL Pro League      | 1-е место (Ю.-атлант.) | финал               | не квалифицировался |
| 1997  | 3        | USISL D-3 Pro League  | 3-е место (Ю.-атлант.) | финал               | не квалифицировался |
| 1998  | 3        | USISL D-3 Pro League  | 3-е место (Атлант.)    | четвертьфинал       | 2-й раунд           |
| 1999  | 3        | USL D-3 Pro League    | 1-е место (Атлант.)    | полуфинал           | не квалифицировался |
| 2000  | 3        | USL D-3 Pro League    | 3-е место (Юг)         | чемпион             | не квалифицировался |
| 2001  | 2        | USL A-League          | 3-е место (Центр)      | 1-й раунд           | не квалифицировался |
| 2002  | 2        | USL A-League          | 4-е место (Юго-восток) | 1-й раунд           | не квалифицировался |
| 2003  | 2        | USL A-League          | 4-е место (Юго-восток) | не квалифицировался | не квалифицировался |
| 2004  | 3        | USL Pro Soccer League | 1-е место (Юг)         | финал               | 2-й раунд           |
| 2005  | 3        | USL Second Division   | 2-е место              | чемпион             | 3-й раунд           |
| 2006  | 3        | USL Second Division   | 2-е место              | финал               | 2-й раунд           |
| 2007  | 3        | USL Second Division   | 4-е место              | полуфинал           | 2-й раунд           |
| 2008  | 3        | USL Second Division   | 1-е место              | финал               | 2-й раунд           |
| 2009  | 3        | USL Second Division   | 4-е место              | финал               | 1-й раунд           |
| 2010  | 3        | USL Second Division   | 4-е место              | не квалифицировался | 1-й раунд           |
| 2011  | 3        | USL Pro               | 7-е место              | не квалифицировался | 2-й раунд           |
| 2012  | 3        | USL Pro               | 7-е место              | не квалифицировался | четвертьфинал       |
| 2013  | 3        | USL Pro               | 5-е место              | финал               | 3-й раунд           |
| 2014  | 3        | USL Pro               | 12-е место             | не квалифицировался | 3-й раунд           |